# نادي سان إجناسيو
نادي سان إجناسيو (بالإسبانية: Club Deportivo San Ignacio)‏ هو فريق كرة قدم مقره فيتوريا غاستيز في إقليم الباسك. تأسس الفريق عام 1964، ويلعب في ملعب أدورتزابال، الذي يتسع لـ 400 متفرج.